# Jørgen Isnes
Jørgen Isnes (* 30. August 1979 in Oslo) ist ein ehemaliger norwegischer Fußballspieler. Nach dem Ende seiner aktiven Laufbahn begann der Mittelfeldspieler eine Karriere als Fußballtrainer.

## Sportlicher Werdegang
Isnes rückte 1997 bei Skeid Oslo aus der Jugend in die Wettkampfmannschaft auf, mit der er am Ende der Spielzeit 1997 aus der höchsten Spielklasse abstieg. Dabei kam er ebenso wie in der mit dem direkten Wiederaufstieg endenden folgenden Spielzeit in der zweiten Liga und der Erstligasaison 2001 nur unregelmäßig zum Einsatz, erst ab der Zweitliga-Saison 2000 hatte er zeitweise Phasen als Stammspieler. Insgesamt konnte er sich jedoch nicht dauerhaft in der Startformation durchsetzen, so dass er 2003 an den Ligakonkurrenten Manglerud Star Toppfotball verliehen wurde. Mit diesem verpasste er am Ende der Spielzeit 2003 den Klassenerhalt. Anfang 2004 schloss er sich dem Drittligisten Lørenskog IF an, bei dem er 2012 seine aktive Laufbahn beendete.
Ab 2009 war Isnes bei Lørenskog IF als Spielertrainer tätig und verpasste 2012 als Staffelzweiter hinter Follo Fotball den Sprung in die Zweitklassigkeit. In den folgenden beiden Spielzeiten nach dem Ende der aktiven Laufbahn konnte er mit dem Klub nicht an den Erfolg anknüpfen und beendete Ende 2014 sein Engagement, um sich als Assistent von Ståle Andersen dem Trainerstab des Drittligakonkurrenten KFUM Oslo anzuschließen. Mit dem Klub gelang der Zweitligaaufstieg, als Tabellenvorletzter der Spielzeit 2016 verpasste der Neuling den Klassenerhalt. Daraufhin beerbte Isnes Andersen in der Verantwortung für den Drittligisten. 2018 gelang die Rückkehr in die zweite Spielklasse, wo die Mannschaft als Tabellenvierte der Spielzeit 2019 überraschte und erst in der dritten Runde der Aufstiegs-Play-Offs nach einer 0:1-Niederlage gegen den Aufsteiger Start Kristiansand den direkten Durchmarsch in die Eliteserie verpasste. Auch in der Folge etablierte sich die Mannschaft im vorderen Tabellendrittel und trat in den Aufstiegsspielen an. Nachdem sie am Ende der Spielzeit 2022 dort gegen Kongsvinger IL gescheitert war, nahm er später ein Angebot des Erstligisten Strømsgodset IF an und unterzeichnete ein bis Ende 2025 gültiges Arbeitspapier. Nach nur zwei Siegen in den ersten acht Partien der Spielzeit 2025 auf dem Relegationsplatz liegend, trennte sich der Klub Ende Mai von ihm.